# Sly & the Family Stone
Sly & the Family Stone — американський гурт, утворений 1966 року у Сан-Франциско, Каліфорнія. До складу гурту ввійшли: Слай Стоун (Sly Stone), справжнє ім'я Сілвестр Стюарт (Sylvester Stewart, 15 березня 1944, Далас, Техас, США) — вокал, клавішні, труба, саксофон; Фредді Стоун (Freddie Stone), справжнє ім'я Фредерік Стюарт (Frederic Stewart, 5 червня 1964, Далас, Техас, США) — гітара, вокал; Роузі Стоун (Rosie Stone), справжнє ім'я Роуз Бенкс (Rose Banks, 21 березня 1945,  Валлежо, Каліфорнія, США) — клавішні, вокал; Сінтія Робінсон (Cynthia   Robinson, 12 січня 1946,  Сакраменто, Каліфорнія, США) — труба, вокал; Джеррі Мартіні (Jerry Martini, 1 жовтня 1943, Колорадо, США) — саксофон; Ларрі Грейем (Larry Graham, 14 серпня 1946, Бімонт, Техас, США) — бас, вокал та Грег Ерріко (Greg Errico, 1 вересня 1946, Сан-Франциско, Каліфорнія) — ударні.
Слай Стоун розпочав свою музичну кар'єру ще 1948 року. Як вундеркінд взяв участь, граючи на ударних та на гітарі, у запису синглу «On The Battlefield For My Lord» гурту The Stewart Four, яка складалась із членів його родини.
У середній школі він співав у гурті The Vicanes, а від кінця п'ятдесятих виступав у різних барах та клубах Норт Бічч у Сан-Франциско. Слай був членом багатьох формацій, таких як, Joe Piazza & The Continentals, та лідером власної. У цей період з'явився його сингл «Long Time Away», який видала фірма «G & Р». Стоун також працював диск-жокеєм на радіостанціях «KSOL» та «KDIA», а пізніше був запрошений до фірми «Autumn Records» як композитор, автор текстів та продюсер. 1964 року пісня «C'mon & Swim» його підопічного Боббі Фрімена здобуває великий успіх, проте власний сингл Слая «І Just Learned How To Swim» не мав такого успіху на топ-аркушах, як і наступний «Buttermilk Pts 1 & 2». Однак заслуги Стоуна у продюсерській діяльності були оцінені дуже високо. Такі гурти, як The Beau Brummels, The Tikis та The Mojo Men були дуже вдячні йому за появу у кожного  власного  звучання.
1966 року Слай утворив гурт The Stones, який за рік перетворився на формацію Sly & The Family Stone і дебютував синглом «І Ain't Got Nobody», який видала локальна фірма «Loadstone». Пізніше гурт уклав угоду з «Epic Records» і незабаром з'явився його дебютний альбом «A Whole New Thing». Проте успіх до гурту прийшов лише 1968 року, коли сингл «Dance to the Music» злетів до Тор 10 у США та Британії. Ще одним хітом став черговий сингл «Everyday People», який окупував перше місце американського чарту на початку 1969 року. Того ж року Sly & The Family Stone випустили свій найкращий і найпопулярніший альбом «Stand!», який розійшовся у кількості двох мільйонів примірників, а заглавний твір та «І Want To Take You Higher» і «Sex Machine», що пульсували новим ритмом, який включав соул, дууоп та сан-франциське звучання, назавжди змінили образ «чорної» музики. Сучасні виконавці від Майлз Девіса до Джорджа Клінтона та The Temptations перебували під значним впливом музичний видінь Слая. Вдалий виступ на фестивалі «Woodstock» приніс нову хвилю популярності гурту.
Нове десятиріччя Sly & The Family Stone розпочали виданням хіт-синглу «Thank You (Falettinme Be Mice Elf Again«/»Everybody Is A Star», який зайняв перше місце у категоріях римт-енд-блюз та поп. На жаль, вдалий період завершувався. Слай почав пропускати концерти, а ті, у яких брав участь, часто розчаровували. Незважаючи на успіх чергового альбому «There's A Riot Goin' On» та трьох синглів — «Family Affair», «Running Away» та «Smilin», — які входили до цього альбому, відчувалось, що це лише радісне відлуння шістдесятих. Наступні роботи, «Fresh» та «Small Talk», засвідчили спад популярності гурту. Зазнав змін і склад The Family Stone. Леррі Грейем утворив власну формацію Graham Central Station, а Грега Ерріко замінив Енді Ньюмарк (Andy Newmark). Також новими членами групи стали Пет Різзо (Pat Rizzo) — саксофон та Расті Оллен (Rusty Allen) — бас. Однією з головних причин розпаду Sly & The Family Stone 1975 року стала залежність лідера від наркотиків.
1979 року гурт знову зібрався у майже оригінальному складі і записав альбом «Back On The Right Track», але тогорічне концертне турне довелось перервати через наркотичні проблеми Слая Стоуна, а 1987 року його навіть заарештували за вживання кокаїну.
1993 року гурт Sly & The Family Stones був введений до «Пантеону Слави» рок-н-ролу.

## Дискографія
- 1967: A Whole New Thing
- 1968: Dance To The Music
- 1968: Life
- 1968: M'Lady
- 1969: Stand!
- 1970: Greatest Hits
- 1971: There's A Riot Goin' On
- 1973: Fresh
- 1974: Small Talk
- 1975: High Energy
- 1979: Beck On The Right Track
- 1979: Ten Years Too Soon
- 1981: Anthology
- 1983: Ain't But The One Way

### Слай Стоун (Sly Stone)
- 1975: High On You
- 1976: Hear 'Ya Missed Me, Well I'm Back
- 1979: Sly Stone Recorded 1964-1967